# Survivor R
Survivor R è un veicolo MRAP della Rheinmetall MAN Military Vehicles, divisione veicoli militari della Rheinmetall Defence.

## Veicolo
La Rheinmetall MAN Military Vehicles è una joint-venture tra la MAN Nutzfahrzeuge AG e la Rheinmetall AG. Lo sviluppo è stato fatto con la austriaca Achleitner. Il veicolo trasporta persone in situazioni di pericolo antisommossa. Il „Survivor R“ appartiene alla categoria dei 15t.
Per riduzione costi, il veicolo è affine ai veicoli commerciali MAN-TGM LKW (GVW) con massa di 17t.
Il „Survivor R“ ha motorizzazione Diesel di 6,9 litri di cilindrata, 6 cilindri a norma Euro III con potenza di 243 kW e coppia 1250 Nm della MAN. Trasmissione integrale con cambio automatico MAN.
Il veicolo è concepito per il trasporto su C-130 Hercules.

### Corazzatura e sicurezze
Il veicolo ha cabina monoscocca. La corazzatura resiste a colpi di AK-47. Di serie monta sensori anti NBC. Un sistema di trattamento dell'aria protegge l'equipaggio.

### Armamento
Può essere montato un lanciagranate per fumogeni o granate lacrimogene. Allo Spezialeinsatzkommando della Sassonia nel dicembre 2017 è stato fornito un veicolo con sistema lancia granate lacrimogene e fumogeni.

### Varianti
Varianti sono:
- Ambulanza
- Armato con MG

## Applicazioni
Il veicolo appartiene a una serie militare della Rheinmetall e viene usato da corpi di Polizia. Come veicolo di Polizia ha compiti antisommossa, ambulanza.

## Costi
Il costo del veicolo secondo specifica tecnica varia da 300.000 a 500.000 Euro. RMMV consente di essere mantenuto nelle officine standard MAN di veicoli commerciali. Dello stesso tipo sono veicoli come lo statunitense Cheetah MMPV, il francese Bastion Patsas e il sudafricano Casspir.

## Utilizzatori
In servizio:

### HMV Survivor I
- Brandenburg: un veicolo dal 2017[5]
- Hamburg: un veicolo dal 2016[6]

### PMV Survivor II
- Einsatzkommando Cobra a Vienna[7]

### RMMV Survivor R
- Der Polizeipräsident in Berlin: un veicolo consegnato nel 2018[8]
- Polizei Sachsen: un veicolo dal 2017, e uno nel 2018[9][10][11]